# Melanonotus atrogeniculatus
Melanonotus atrogeniculatus är en insektsart som beskrevs av Max Beier 1960. Melanonotus atrogeniculatus ingår i släktet Melanonotus och familjen vårtbitare. Inga underarter finns listade i Catalogue of Life.